# Gasterocome pannosaria
Gasterocome pannosaria là một loài bướm đêm trong họ Geometridae.